# Meines Vaters Pferde II. Teil Seine dritte Frau
Meines Vaters Pferde II. Teil Seine dritte Frau ist eine deutsche Literaturverfilmung von 1954, bei der Gerhard Lamprecht Regie führte. Die Hauptrollen sind mit Martin Benrath, Reinhold Schünzel, Ralph Lothar und Anneliese Kaplan besetzt. Die Filmhandlung beruht auf dem gleichnamigen, 1951 erschienenen Roman von Clemens Laar. 
Es handelt sich um die Fortsetzung der Verfilmung Meines Vaters Pferde I. Teil Lena und Nicoline. 

## Handlung
„An einem Septembermorgen 1950 irgendwo in Deutschland, hat diese Geschichte begonnen – hier in dem Haus, das sich eben zur Ruhe begibt. Einmal war es ein alter Familienbesitz. Seit 3 ½ Jahren bin ich jetzt hier Pförtner. Damals war der rechte Seitenflügel noch zerstört, es wird ihm keiner ansehen, dem alten Kasten, dass er man bloß ein Spittal ist für die, wo ihr rechtes Bein auf der Krim gelassen haben oder ihren linken Arm in der Normandie. Aber unser Professor flickte alle wieder zusammen. Nur mit dem Oberleutnant von Zimmer 41, da will es einfach nicht besser werden.“ 
Wir schreiben das Jahr 1912: Michael Godeysen hat Spielschulden bei seinem alten Rivalen Rittmeister von Rost, die ihn dazu zwingen, sein Lieblingspferd Coeurbube zu verkaufen. Mit der Stute konnte er in der Vergangenheit so gut wie jedes Turnier gewinnen. Das Blatt scheint sich zu wenden, als Michael die Bekanntschaft von Konsul Werner Rittinghaus und dessen Tochter Bim macht. Der Konsul wirbt ihn für sein Gestüt an und stellt ihm Joconda, sein bestes Pferd, zur Verfügung, mit dem er das anstehende Armee-Jagdrennen gewinnen soll. Und Michael enttäuscht ihn nicht, er geht als Sieger aus dem Turnier hervor, bei dem selbst der Kaiser zugegen ist. Kurz nach diesem Rennen nimmt Michael seinen Abschied vom Regiment. Viel Zeit verbringt er inzwischen mit Bim, und beide werden ein Paar. Mit seiner Frau lebt er glücklich auf dem „Fohlenhof“. Dann jedoch bricht der Krieg aus und 1917 gerät Michael in Kriegsgefangenschaft. Erst 1919 kehrt er auf den „Fohlenhof“ zurück. Bim ist nicht mehr, sie hat die Geburt des gemeinsamen Sohnes nur kurze Zeit überlebt. Michael, dessen Schmerz tief sitzt, ist bitter geworden. Sein Schwiegervater erzählt ihm, dass sein Sohn Jürgen in einem Kinderheim in der Schweiz untergebracht sei. 
Für Godeysen ist es schon schwer genug, dass er seine ihm noch verbliebenen Zuchtpferde hergeben muss, die von der Armee beschlagnahmt worden sind. Sein ehemaliger Regimentskamerad von Rost hat sich selbst herbemüht und besteht darauf, dass man ihm auch Joconda ausliefere. Als der Schreibtischsoldat dann auch noch in zynischer Art über das Tier und seinen möglichen Tod zu sprechen beginnt, sieht Godeysen rot und legt auf von Rost an. Pauschke, der Stallmeister des Gestüts, tritt im richtigen Moment ins Zimmer, um Michael von diesem unheilvollen Schritt abzuhalten. Mehr noch bewegt er Michael durch seine besonnene Art dazu, endlich wieder das zu tun, was ihm immer geholfen hat, seiner Arbeit mit den Pferden nachzugehen. Der treue Pauschke hat sein Lieblingspferd vor dem Zugriff durch die Armee versteckt. Als Michael dem Tier gegenübersteht, und die Arme um seinen Hals legt, ist ihm, als ob aus weiter Ferne zwei helle spöttische Augen ihn anlachen würden und ihm alle Güte und Wärme des Lebens zurückbringen würden. „Ich war nicht mehr allein“, schrieb er in sein Tagebuch, „denn Bim ritt neben mir. Bim, Deine Mutter. Ich brauchte nur die Augen zu schließen, um sie zu sehen. Noch einmal hatte sie mir den Weg gezeigt, der jetzt zu Dir führte. Nun wollen wir uns die Hand reichen, mein Junge. Auf Wiedersehen bei der großen Fohlenkoppel, wo es kein Gatter und keinen Stacheldraht mehr gibt. Bis dahin nimm die Zügel an und machs gut.“ 
Nicoline liest die letzten Worte aus Michaels Tagebuch vor: „Ich ahnte, dass ich immer noch auf der Schwelle stand, und dass jenseits die große Trauer war. Ich wußte aber auch von dem verborgenen und unsterblichen Glück, das in diesem, meinem zukünftigen Leben sein wird: Du mein Junge …“ Und Jürgen ist nun so weit, sich wieder auf das Leben einzulassen. Er drückt Nicolines Hand und sieht der anstehenden Operation mit Zuversicht entgegen.

## Produktion und Hintergrund
Die Filmaufnahmen entstanden 1953 im Celler Landgestüt sowie in Bremen, Verden an der Aller, Stade, Hamburg, Schneverdingen und in Irland. Es handelt sich um eine Produktion von Carlton Film. Die Bauten schufen die Filmarchitekten Max Mellin und Wolf Englert. Herbert Ploberger steuerte die Kostüme bei. Die Reitaufnahmen stammen von Günther Anders. Der Film wurde hergestellt unter dem Protektorat des Deutschen Olympiade Komitees für Reiterei. 
Der Film wurde am 3. Februar 1954 unter der Nummer 07374 einer FSK-Prüfung unterzogen und ab 6 Jahren freigegeben mit dem Zusatz „feiertagsfrei“. Ins Kino kam Meines Vaters Pferde am 5. Februar 1954 per Massenstart. 1956 wurde eine einteilige Fassung der beiden Teile Meines Vaters Pferde I. Teil Lena und Nicoline und Meines Vaters Pferde II. Teil Seine dritte Frau erstellt und ins Kino gebracht. 
DVD
Der Film erschien in einer beide Teile zusammenfassenden (gekürzten) Fassung am 21. Juli 2006 auf DVD, Spielzeit 190 Minuten, Anbieter: Kinowelt Home Entertainment. Am 13. April 2013 veröffentlichte Dynasty Film (Intergroove) Meines Vaters Pferde innerhalb der Rubrik „Deutsche Filmklassiker“ ebenfalls auf DVD.

## Kritik
Das Lexikon des internationalen Films schrieb über den II. Teil des Films, dass das „Generationenbild […] klüger im Aufbau, maßvoller in der Regie und besser im Spiel“ sei.

## Auszeichnung
Der Film wurde beim Deutschen Filmpreis 1954 mit dem Filmband in Silber für die beste männliche Nebenrolle ausgezeichnet. Preisträger war Reinhold Schünzel.